# Altona, Victoria
Altona är en förort till Melbourne i Australien. Den ingår i City of Hobsons Bay och ligger ca 13 km sydväst om Melbournes centrala affärsdistrikt.
Altona ligger i delstaten Victoria, i den sydöstra delen av landet, 500 kilometer sydväst om huvudstaden Canberra. Orten ligger 9 meter över havet och antalet invånare (2015) är 9 918.

## Historia
Mellan 1994 och 2017 bedrev Toyota Australia en bilfabrik i Altona. Bland annat tillverkades Toyota-modellerna Camry, Aurion och Avalon.